# Bennaria cyclopina
Bennaria cyclopina är en insektsart som beskrevs av Nast 1950. Bennaria cyclopina ingår i släktet Bennaria och familjen kilstritar. Inga underarter finns listade i Catalogue of Life.